# جورج بوكو
جورج بوكو (بالفرنسية: Georges Beaucourt)‏ (15 أبريل 1912 - 1 مارس 2002) لاعب كرة قدم فرنسي راحل كان يجيد اللعب في خط الدفاع.
لعب طوال مسيرته الرياضية في أندية أولمبيك ليل (1928-1938) لنس (1938-1945).
مثل منتخب فرنسا في 22 مباراة (1933-1942). شارك مع منتخب فرنسا في بطولة كأس العالم 1934 في إيطاليا حيث خرج من الدور الثمن النهائي.
تولى تدريب نادي لنس (1940-1942).

## وصلات خارجية
- جورج بوكو على موقع الاتحاد الدولي (مؤرشف)  (الإنجليزية)
- جورج بوكو على موقع قاعدة بيانات كرة القدم.إي يو (الإنجليزية)
- جورج بوكو على موقع ناشيونال فوتبول تيمز (الإنجليزية)
- جورج بوكو على موقع Soccerway.com (الإنجليزية)
- جورج بوكو على موقع عالم كرة القدم.نت (الإنجليزية)
- جورج بوكو على موقع EliteProspects.com (الإنجليزية)
- سيرة ذاتية